# Maximiliaan Willem de Kat

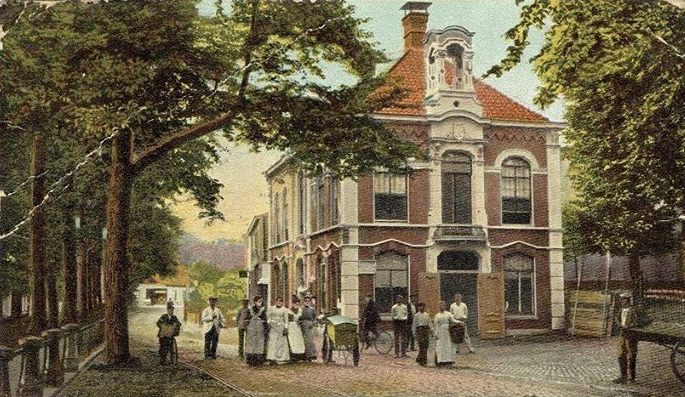
Het voormalige raadhuis van Hillegom

Maximiliaan Willem de Kat (Dordrecht, 17 augustus 1849 - Valkenburg (Limburg), 29 april 1897) was een Nederlands burgemeester.

## Familie
De Kat was lid van de patriciaatsfamilie De Kat en was de zoon van de Dordtse bankier Cornelis Petrus de Kat (1819-1866) en Elise Caroline van der Linden (1820-1903). Hij trouwde in 1873 met Johanna Margaretha Romswinckel (1853-1926) uit welk huwelijk drie kinderen werden geboren.

## Loopbaan
In 1874 werd De Kat benoemd tot burgemeester van Mijnsheerenland en Westmaas wat hij tot 1882 zou blijven. Per 15 april 1882 werd hij benoemd tot burgemeester van Hillegom hetgeen hij tot 15 april 1895 zou blijven toen hij op eigen verzoek werd ontslagen; hij werd daar opgevolgd door Dirk Wentholt. Van 1883 tot 1889 was hij tevens lid van provinciale staten van Zuid-Holland. Vanaf 1884 was hij ook kantonrechter-plaatsvervanger in Haarlemmermeer.